# Andrew Flintoff
Andrew Flintoff (Preston, 6 dicembre 1977) è un crickettista inglese, ex capitano della nazionale inglese.

## Biografia
Proveniente da una famiglia di giocatori di cricket, Flintoff ha giocato quasi tutta la carriera in patria nel Lancashire. Ha militato per una stagione anche nella Indian Premier League, prima di annunciare il ritiro nel 2009. Nel 2014 ha fatto ritorno in campo firmando per i Brisbane Heat, squadra che milita nella Big Bash League.
Con la nazionale ha esordito nel 1998 contro il Sudafrica, ed è stato anche capitano della nazionale.
A livello individuale ha vinto molteplici premi individuali, tra cui spicca il Sir Garfield Sobers Trophy nel 2005 a pari merito con il sudafricano Jacques Kallis ed era stato inserito tra i finalisti del medesimo premio anche l'anno precedente.
Dal 2019 al 2022 ha condotto Top Gear.

## Doppiatori italiani
- Daniele Raffaeli in Top Gear